# 2020 – Texas Gladiators
2020 – Texas Gladiators (Originaltitel: Anno 2020 – I gladiatori del futuro) ist ein italienischer Endzeitfilm aus dem Jahr 1983. Regie führten George Eastman und Joe D’Amato, wenngleich letzterer nur einige Szenen zum dystopischen Film beitrug. 1984 erschien der Film in Deutschland auf Video.

## Handlung
Texas im Jahre 2020: Nach erbittert geführten Kriegen und Naturkatastrophen ist die Erde verwüstet, entvölkert und dem Chaos verfallen; Moral und Gesetz existieren nicht mehr. Marodierende Banden terrorisieren die letzten Ansammlungen friedliebender Menschen, die oftmals um Kirchen entstehen. Einzig eine kleine Gruppe von Freiwilligen – die Rangers – setzen sich gegen das Unrecht zur Wehr.
Als eines Tages degenerierte Schurken ein Kloster überfallen, in dem auch die hübsche Maida Zuflucht sucht, greifen fünf umherziehende Ranger in das Geschehen ein. Den kampferprobten Männern gelingt es schnell, die Angreifer zurückzuschlagen und die Ordnung wiederherzustellen. Bei dem Einsatz fällt jedoch ein ungestümer Retter namens Catch Dog in Ungnade, als er versucht, die verstörte Maida zu vergewaltigen. Der Übeltäter wird schließlich von seinen Kameraden verstoßen. Ranger Nexus nimmt sich später der blonden Schönheit an und trennt sich von den Freunden.
Fünf Jahre später leben Nexus und Maida mit ihrer kleinen Tochter in der scheinbar sicheren Siedlung Free Town, dem Keim einer neuen Zivilisation. Neben der Grundversorgung betreibt die Gemeinschaft hier ein Kraftwerk und eine Uranmine. Die Ortschaft weckt mit ihren Energiereserven alsbald Begehrlichkeiten finsterer Gesetzloser. Eines Tages nimmt das Unheil seinen Lauf, als es dem übergelaufenen Catch Dog gelingt, Free Town mit seiner Bande zu Fall zu bringen. Catch Dog selbst handelt im Auftrag des „Schwarzen Satans“, eines totalitären Herrschers, der die Bevölkerung mit seinen Schlägertrupps nachfolgend unterjocht. Der Widerstand leistende Nexus stirbt. Ein Martyrium der Besiegten beginnt. Die arbeitsfähigen Männer werden versklavt und zur Urangewinnung herangezogen, die Frauen an umliegende Bars verkauft.
Irgendwann begegnen die drei verbliebenen Ranger der leidgeprüften Maida und befreien sie aus den Händen eines Glücksspielers. Im Anschluss geht das Trio gegen die Ausbeutung und Unterdrückung vor. Zuvor sichert man sich noch die Dienste eines indigenen Stammes, da man einer Überzahl von Feinden gegenübersteht. Letztlich gelingt den Rangern und den herbeigerufenen Kriegern die Eroberung Free Towns. Das Schreckensregime wird gestürzt; sowohl Catch Dog als auch der Schwarze Satan werden getötet. Inmitten der Kampfhandlungen erliegt auch ein Ranger seinen Verletzungen. Am Ende blickt Maida mit ihrer Tochter in eine glücklichere Zukunft, während die zwei verbliebenen Ranger davonziehen.

## Kritik
Ronald M. Hahn / Volker Jansen analysierten, „die zahlreichen Mad Max-Plagiate seien eine Fortsetzung der Italo-Western mit futuristischen Mitteln, kranken aber wie dieser hier an mangelhafter Originalität, unfähigem Drehbuchautor und inkompetenten Darstellern.“